# Canadian, Oklahoma
Canadian är en ort i Pittsburg County i delstaten Oklahoma, USA.